# 최희준 (언론인)
최희준(崔喜畯, 1966년 ~ )은 대한민국의 언론인이다.
서울특별시에서 태어났다. 경기고등학교와 한국외국어대학교 법대를 졸업했고, 컬럼비아대학교 대학원 언론학 석사를 취득했다. 1992년 SBS에서 2기 공채 기자로 데뷔하였다. 2008년부터 2010년까지는 뉴욕 특파원을 마치고, 2010년부터 이듬해 2011년까지 SBS CNBC 보도본부 본부장을 지내다가 퇴임한 후 2011년부터 TV조선 취재담당 에디터와 앵커를 시작했으며, 2017년 5월 TV조선 편성본부장으로 승진했다가 2019년 10월 TV조선 편성본부장직에서 해임되었다.

## 학력
- 경기고등학교 졸업
- 한국외국어대학교 법학 학사
- 컬럼비아대학교 대학원 석사

## 경력
- 1992년: SBS 기자
- 2008년: SBS 뉴욕 특파원
- ~ 2011년 8월: SBS CNBC 보도본부 본부장
- 2011년 9월: TV조선 취재담당 에디터
- 2012년: TV조선 앵커
- 2012년 12월: TV조선 부국장
- 2015년 2월: TV조선 보도본부 수석에디터
- 2015년 6월 ~ 2016년 4월: TV조선 보도본부장
- 2016년 4월: TV조선 보도주간
- 2017년 5월 ~ 2019년 10월: TV조선 편성본부장
- 한국언론인연합회 운영자문위원

## 출연작

### 방송 출연작
- 2011년 SBS CNBC 《굿이브닝 경제와이드》 - 손영옥 앵커와 함께 진행
- 2011년 TV조선 《뉴스 쇼 판》 - 앵커
- 2011년 TV조선 《8시뉴스 날》 - 앵커
- 2016년 TV조선 《최희준의 왜?》 - 진행자
- 2017년 TV조선 《뉴스를 쏘다》 - 앵커

## 수상 경력
- 2014년 6월 제10회 한국참언론인대상 앵커 부문 수상

1. ↑  TV조선, 최희준 편성본부장 해임, 한겨례, 2019년 10월 16일 작성.